# João Caldo

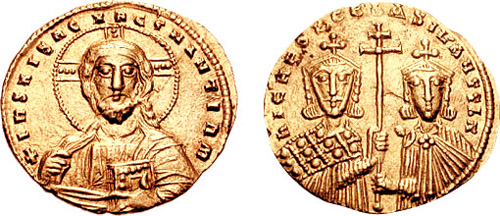
Histameno de r. e seu afilhado r.

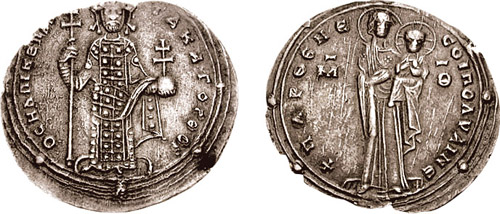
Miliarésio de r.

João Caldo (em grego: Ἰωάννης Χάλδος; romaniz.: Ioánnes Cháldos; fl. 995-1030) foi um general bizantino dos séculos X e XI, ativo durante do reinado dos imperadores Basílio II (r. 976–1025), Constantino VIII (r. 1025–1028) e Romano III Argiro (r. 1028–1034).

## Biografia
Como seu sobrenome indica, Caldo veio da região da Cáldia, no nordeste da Ásia Menor. Ele serviu como governador militar (estratego) dos temas Armeníaco e Bucelário na Ásia Menor, antes de ser enviado para Salonica como duque ca. 995, em sucessão de Gregório Taronita, que tinha sido morto em uma emboscada búlgara. Alternativamente, ele pode ter mantido todos os três oficios concomitantemente, apesar de sua ampla distância geográfica. Ele estava certamente no posto de governador de Salonica em setembro de 995, uma vez que emitiu um ato (sigílio) confirmando vários privilégios e isenções do Mosteiro de Colobo em Ierisso, na Calcídica.
Logo depois, no começo de 996, foi capturado pelos búlgaros em outra emboscada realizada pelo imperador Samuel (r. 997–1014). Ele permaneceu um cativo bizantino 22 anos, até o colapso final da resistência búlgara em 1018, quando foi libertado com a rendição de Dragomuzo, o governador búlgaro de Estrúmica, ao imperador Basílio II (r. 976–1025). Após a morte de Taronita e a captura de Caldo, Basílio nomeou um de seus oficiais mais confiáveis, Nicéforo Urano, como comandante-em-chefe nos Bálcãs, conseguindo vitória esmagadora sobre Samuel e seu exército na batalha de Esperqueu.
A próxima e última menção a Caldo ocorreu durante a campanha de 1030 de Romano III Argiro (r. 1028–1024) contra os mirdássidas de Alepo, que ele aconselhou contra. O imperador ignorou sua opinião e a campanha terminou numa derrota humilhante na batalha de Azaz.